# Dobozy István
Dobozy István (Vajda, Bihar vármegye, 1800. február 12. – 1875. július 17.) királyi biztos, megyei főszolgabíró, táblabíró, honvéd alezredes, kormánybiztos, nemzetőrparancsnok.

## Élete
A jogot Debrecenben végezte, majd 1815-ben, I. Napóleonnak Elba szigetéből kijövetelekor a Coburg dzsidás ezredbe mint hadapród állt be. Több csatában vett részt és ezredével Párizsba bevonult, ahonnét kilenc hónap múlva hazájába visszatért és Bécsben még egy évig szolgált. 1825-ben Bihar megyében esküdt lett; később mint al- és főszolgabíró az Érmelléki járásban működött. 1848. október 25-én az általa szervezett bihari nemzetőrökkel a fölkelő románok ellen indult és azokat szétverte, majd november 19-én báró Vay Miklós királyi biztos őrnagyi ranggal kinevezte kormánybiztosnak. Ettől fogva többnyire Erdélyben és Kraszna megyében működött, szabadcsapatokat állított és azok élelmezését eszközölte. 1849. január 28-án a honvédelmi bizottmány nemzetőri őrnaggyá nevezte ki, egy általa alakított szabad csapattal Erdélybe ment és segéde lett Csányi kormánybiztosnak, akit a hadjáratban követett. Április 12-én alezredessé és Marosvásárhely város és szék kormánybiztosává nevezték ki, a városi tanácsot újjáalakította és júliusban a Dobozy-csapatot szervezte. Az oroszoknak másodszori betörésekor ő is elhagyta Marosvásárhelyt és vajdai birtokára vonult; később önként feljelentette magát és 1851. október 7-én a pesti császári haditörvényszék négy évi várfogságra ítélte, melyet az aradi várban töltött ki, mire ismét Vajdára családjához vonult; azonban az osztrák kormány által csaknem mindenétől megfosztva, Debrecenben mint a Berettyó-szabályozási társulat elnöke tartotta fenn családját. 1860-ban a debreceni honvédegylet korelnökévé és a magyar minisztérium alakulásával rendes elnökévé választották.

## Munkái
1849-ben kiadott proklamációi:
- Csányi László rendelete. Marosvásárhely, (1849. május, féliv.)
- Tisztek elrendelése és névsora. Uo. (1849. május, féliv.)
- Szélbeli katonaság megszüntetéséről tudósítás. Uo. (1849. május, negyedrét.)
- Tiszti kötelességekről utasítás. Uo. (1849. május egy iv.)
- Felszólítás Bem Vásárhelyre érkezése iránt. Uo. (1849. június)

Arcképe kőnyomatban Laufer Ignác műintézetében a Vahot Imre által szerkesztett Honvédek Könyve (Pest, 1868.) IV. füzete mellett jelent meg.